# بغ دادو
بغ دادو یک روستا در ایران است که در دهستان حومه (دامغان) واقع شده‌است.